# Iryna Farion
Iryna Dmytrivna Farion (en ukrainien : Ірина Дмитрівна Фаріон), née le 29 avril 1964 à Lviv (RSS d'Ukraine, URSS) et morte assassinée le 19 juillet 2024 dans la même ville, est une linguiste et femme politique nationaliste ukrainienne d'extrême droite.
Elle est connue pour ses propos polémiques à l'encontre des Ukrainiens russophones. Le 19 juillet 2024, un homme lui tire dessus dans la rue. Gravement blessée, elle meurt peu de temps après à l'hôpital.

## Biographie

### Carrière professionnelle et politique
Iryna Farion naît le 29 avril 1964, et est diplômée de l'université nationale polytechnique de Lviv où elle enseigne, au sein du département consacré à la langue ukrainienne. Durant sa jeunesse, alors que l'Ukraine est encore soviétique, elle est membre du Parti communiste de l'Union soviétique, « un peu un passage obligé pour qui voulait réussir à l’université » selon le Courrier international. Elle tente par la suite de cacher son appartenance au PCUS, mais elle est révélée en 2013.
Devenue membre du parti ultranationaliste ukrainien Svoboda en 2005, elle est élue députée de la septième Rada ukrainienne, entre 2012 et 2014. Elle est considérée comme d'extrême droite. Elle ne parvient pas à être réélue pour les législatures suivantes, mais devient membre du conseil régional de Lviv.
Dès le début de sa carrière politique, Iryna Farion participe à des campagnes médiatiques visant à promouvoir la langue ukrainienne.

### Controverses et poursuites judiciaires
Iryna Farion se fait connaître pour son hostilité à l'égard des Ukrainiens parlant russe. En 2018, dans le cadre de la guerre du Donbass, elle appelle à « frapper chaque russophone dans la mâchoire ». Début 2022, alors que le régiment Azov défend la ville de Marioupol assiégée, elle critique les combattants de l'unité parlant russe.
Le 6 novembre 2023, lors d'une interview à la télévision, elle attaque les Ukrainiens russophones combattant au sein de la 3e brigade d'assaut « Azov », déclarant qu'elle « ne pouvait pas les considérer comme Ukrainiens » en raison de leur langue. Elle est soutenue par un étudiant pro-ukrainien vivant en Crimée occupée, dont elle publie le message de soutien ainsi que les coordonnées et la photographie. La fuite de ce message initialement privé provoque une polémique car elle révèle l'identité de cet homme, l'exposant à la répression russe. Par la suite, l'étudiant est en effet « arrêté et transféré dans un ‘centre de lutte contre l’extrémisme’ ».
Cette mise en danger fait polémique et des jeunes de l'Institut polytechnique où elle enseigne réclament sa démission. L'ombudsman Dmytro Loubinets fait un signalement aux services de police, au Service de sécurité d'Ukraine (SBU) et à la chaîne de télévision. Le 15 novembre 2023, le Service de sécurité d'Ukraine ouvre une enquête sur ses activités pour « violation de l’égalité des citoyens sur la base de leur race, nationalité, appartenance régionale, croyances religieuses, handicap et autres motifs » ; elle est relevée de son poste d'enseignante,, le même jour.
En janvier 2024, elle fait à nouveau polémique en décrivant Lviv comme une « ville de saboteurs » en raison du grand nombre d'Ukrainiens russophones y habitant.
Le 29 mai 2024, elle est réintégrée en tant que professeure à l'université polytechnique de Lviv par une décision de la cour d'appel de Lviv. Cette décision prend effet au début du mois de juin 2024. Elle reçoit en compensation de sa suspension 124 000 hryvnias, qu'elle dépense pour fournir des drones aux Forces armées ukrainiennes.

### Assassinat et enquête
Iryna Farion est assassinée le 19 juillet 2024 à Lviv. Vers 19 h 30, un homme portant des gants ouvre le feu sur elle et la blesse à la tempe, en pleine rue Masaryk. Elle est transportée à l'hôpital dans un état grave. Les services de secours ne divulguent initialement pas son nom, mais le gouverneur de l'oblast de Lviv, Maksym Kozytskyi, révèle que la victime est bien Iryna Farion un peu plus tard. Iryna Farion meurt à l'hôpital quelques heures plus tard et sa mort est annoncée peu de temps après.
La police ukrainienne lance une enquête et une chasse à l'homme dans les rues de Lviv pour retrouver le tueur. Le président Volodymyr Zelensky affirme que toutes les ressources ont été mobilisées pour retrouver le criminel. Un journal ukrainien, Vyssokiy Zamok (en), écrit que l'assassinat d'Iryna Farion aurait été « préparé depuis au moins un mois, et [que] le coupable avait des complices ». Des caméras de surveillance filment le tireur dès le 11 juillet et il se rend régulièrement devant la maison de la linguiste, en portant les mêmes vêtements.
L'assassinat d'Iryna Farion provoque de vives réactions dans la presse ukrainienne, même chez des personnalités politiquement opposées, comme Iouri Loutsenko. En désaccord à « ses méthodes radicales de lutte », il lui reconnaît « une indubitable ferveur pour l’Ukraine ». De nombreux commentateurs et personnalités publiques, comme Kyrylo Boudanov, accusent la Russie d'être à l'origine de son assassinat .